# Harry Giles
Harry Lee Giles III, nascido em 22 de abril de 1998, é um jogador profissional de basquete pelo Brooklyn Nets da NBA. Ele jogou uma temporada de basquete na universidade pelo Duke Blue Devils.

## Carreira no ensino médio

### Primeira e segunda temporada
Giles foi para a Wesleyan Christian Academy em High Point, Carolina do Norte. Na primeira temporada, teve médias de 12.5 pontos e 9.5 rebotes por jogo, depois de liderar sua escola para um título em 2013 junto do atual armador do New York Knicks, Theo Pinson. Giles perdeu sua segunda temporada inteira por uma lesão na perna esquerda. Durante o verão de 2014, Giles participou em um jogo da Under Armour Elite 24 em Brooklyn, Nova Iorque, terminando com 16 pontos e 11 rebotes, ganhando um MVP (jogador mais valioso) junto com outro jogador.

### Temporada júnior
Em seu ano júnior, Giles e Wesleyan estavam no segundo melhor time na nação pelo USA Today. Em 14 de novembro de 2014, em seu segundo jogo depois de sua lesão, Harry fez 38 pontos e 19 rebotes para conquistar seu recorde da carreira em uma vitória de 82-58 sobre a Trinity High School. Giles e os Trojans jogavam o torneio de férias do ensino médio 2014-15 em Raleigh, Carolina do Norte, na Needham B. Broughton High School. Em 28 de dezembro, Giles fez 22 pontos e 12 rebotes em uma vitória de 72-56 em cima da Carlisle School Em 29 de dezembro, Giles e Wesleyan derrotaram a Word of God Christian Academy por 98-85, com 31 pontos e 17 rebotes de Giles, para avançar a final. Em 30 de dezembro de 2014, Giles foi de frente com um time de Orangeville Prep que tinha o melhor jogador do ensino médio da época Thon Maker. Mais tarde, os Wesleyans iriam derrotar Orangeville Prep por 78-75 com Giles fazendo 26 pontos e 14 rebotes, enquanto Maker teve 24 pontos e 11 rebotes. Em 15 de janeiro de 2015, Giles fez 17 pontos, 12 rebotes e 4 assistêncas para ajudar os Trojans a derrotar Malik Monk e seu time, Bentonvile High School por 63-55. Na temporada, Giles teve 23.9 pontos por jogo, 12.5 rebotes por jogo, 2 assistências por jogo e 3 bloqueios por jogo, liderando seu time para uma campanha com 30 vitórias e 5 derrotas e um vice campeonato, perdendo somente para a Greensboro Day School.
No final da temporada, Giles foi nomeado para a melhor seleção da temporada pelo USA Today. Durante o verão de 2015, Giles se juntou ao time CP3 All Stars, patrocinado pelo nativo de Winston-Salem, armador e super estrela da NBA Chris Paul, na época do Oklahoma City Thunder. Giles teve médias de 18.2 pontos por jogo e 12 rebotes por jogo em 16 jogos no circuto da EYBL, ganhando a honra do melhor time da temporada. Em agosto de 2015, a Slam Magazine nomeou Harry para o time dos Estados Unidos do verão.

### Última temporada
Antes de sua última temporada, Giles decidiu jogar para o colégio Oak Hill Academy em Virgínia. Giles dominou a maioria da sua carreira no ensino médio; entretanto, seu último ano termiou com uma lesão no ligamento cruzado anterior em sua perna direita. A lesão ocorreu durante um jogo com Oak Hill. Semanas depois, Giles entrou na Forest Trail Academy em Kernesville, Carolina do Norte para ter aulas online para terminar seu último ano no ensino médio enquanto se recuperava da lesão. Em 6 de novembro de 2015, Giles fez sua promessa de entrar na Universidade de Duke e jogar para o Duke Blue Devils ao vivo na ESPN, se juntando a outros reforços Jayson Tatum e Frank Jackson. Ele foi selecionado para jogar no Nike Hoop Summit e no Jordan Brand Classic, mas não pode devido a sua lesão.
Giles foi availado como um recruta 5 estrelas e foi considerado a melhor promessa do ensino médio do elenco de 2016.

## Carreira na universidade
Antes do início da temporada de 2016-17, Giles terminou em terceiro na votação da pré temporada de novato do ano. Em 3 de outubro de 2016, foi anunciado de Giles iria perder até 6 semanas devido a uma cirurgia na sua perna. Em 19 de dezembro de 2016, Giles fez sua estreia na universidade em uma vitória contra o Tennessee State. Em 4 de janeiro de 2017, ele fez seu primeiro duplo-duplo com 10 pontos e 12 rebotes em uma vitória sobre a Georgia Tech. Em 10 de março de 2017 nas semifinais do torneio ACC contra o rival North Carolina, Giles teve 4 bloqueios, 7 rebotes e 6 pontos em uma vitória de 95-83.
Na conclusão da sua primeira temporada, Giles anunciou que iria se candidatar diretamente para o Draft de 2017 da NBA e não jogaria seus outros três anos na universidade.

## Carreira profissional

### Sacramento Kings (2017–2020)

#### Lesão no ano de draft (2017–18)
Em 22 de junho de 2017, Giles foi selecionado pelo Portland Trail Blazers como a vigésima escolha geral no Draft de 2017 da NBA. Ele foi trocado mais tarde no mesmo dia para o Sacramento Kings. Giles ficou parado pela Liga de Verão da NBA de 2017 inteira. Em 8 de julho de 2017, Giles assinou seu primeiro contrato com os Kings com o valor de 10,621,759 dólares por quatro anos. Em 6 de outubro de 2017, foi anunciado que Giles estaria parado e faria sua estreia na NBA em janeiro de 2018. Em 18 de janeiro de 2018, foi anunciado que Giles "não seria introduzido para os jogos da NBA durante a temporada 2017-2018 porque iria focar em atividades de prática e exercícios individuais para desenvolver força geral e prevenção de lesão no ligamento cruzado anterior".

#### Primeira temporada (2018–2019)
Em 14 de maio de 2018, o Sacramento Bee anunciou que Giles iria participar na  Liga de Verão de Califórnia nos dias 2, 3 e 5 de julho em Sacramento. Giles se juntou ao Kings na Liga de Verão da NBA em 2018. Em 7 de julho de 2018, na sua estreia na Liga de Verão, Giles conquistou 17 pontos, 6 rebotes e 5 roubadas de bolas numa derrota contra o Phoenix Suns. Antes do começo da temporada 2018-19, existiam altas expectativas para Giles e o Sacramento Kings, e era cogitado como um dos candidatos para o prêmio de novato do ano.
. Em sua estreia na NBA em 17 de outubro de 2018, Giles fez 2 pontos em uma derrota de 123-117 contra o Utah Jazz. Em 10 de novembro de 2018, Giles foi associado ao Stockton Kings, a afiliada na liga de desenvolvimento da NBA dos Kings, onde ele fez 30 pontos em sua estreia pelo time. Em 11 de novembro de 2018, Giles foi chamado de volta pelos Kings. Em 12 de novembro de 2018, Giles fez 12 pontos e pegou 6 rebotes em uma vitória de 104-99 em cima do San Antonio Spurs. Em 31 de janeiro de 2019, Giles fez seu recorde da carreira, com 20 pontos e 7 rebotes em uma vitória de 135-113 em cima do Atlanta Hawks. Em 4 de março, Giles teve 17 pontos e 7 rebotes em uma vitória de 115-108 em cima do New York Knicks. Em 17 de março Giles teve 16 pontos e 6 rebotes em uma vitória de 129-102 contra o Chicago Bulls. Em 3 de abril, os Kings desligaram Giles pelo resto da temporada.

#### Segunda temporada (2019–20)
Em 31 de outubro de 2019, os Kings recusaram a opção de Giles para a temporada de 2020-21 com o valor de 4 milhões de dólares. Depois dos Kings assinarem com os pivôs Dewayne Dedmon e Richaun Holmes como agentes livres na pré-temporada, Giles se viu excluído da rotação de pivôs do time, sem aparecer em nenhum jogo de 30 de novembro até 28 de dezembro. Com lesões de Holmes e Marvin Bagley e Dedmon sendo trocado para o Atlanta Hawks, Giles se viu finalmente como o pivô titular em 7 de fevereiro de 2020, contra o Miami Heat. Giles fez sua maior pontuação da temporada com 19 contos contra o Oklahoma City Thunder em 27 de fevereiro de 2020, em uma derrota de 112-108. Giles fez 10 pontos ou mais em quatro jogos consecutivos de 22 de fevereiro até o dia 28.

### Portland Trail Blazers (2020–presente)
Em 22 de novembro de 2020, Giles assinou com o Portland Trail Blazers. Em 4 de abril de 2021, Giles fez 12 pontos e pegou 2 rebotes em uma vitória de 133–85 contra o Oklahoma City Thunder.

## Carreira na seleção nacional
Giles competiu pela seleção dos Estados Unidos pela Copa do Mundo FIBA Sub-19 em 2015 na Grécia. Durante o torneio, ele terminou em terceiro em pontos por jogo por 40 minutos, com uma média de 26.4 segundo em percentual de rebotes ofensivos com 17.1%, e em primeiro em rebotes defensivos com 28.7%. Ele foi nomeado para a melhor equipe do torneio.

## Estatísticas da carreira

### NBA

#### Temporada regular
| Ano      | Equipe     | PJ  | PI | MPJ  | %AP  | %3P  | %LL  | RT  | AS  | BR | TO | PPJ |
| -------- | ---------- | --- | -- | ---- | ---- | ---- | ---- | --- | --- | -- | -- | --- |
| 2018–19  | Sacramento | 58  | 0  | 14.1 | .503 | .000 | .637 | 3.8 | 1.5 | .5 | .4 | 7.0 |
| 2019–20  | Sacramento | 46  | 17 | 14.5 | .554 | .000 | .776 | 4.1 | 1.3 | .5 | .4 | 6.9 |
| 2020–21  | Portland   | 38  | 0  | 9.2  | .433 | .348 | .593 | 3.5 | .8  | .2 | .3 | 2.8 |
| Carreira | Carreira   | 142 | 17 | 12.9 | .511 | .258 | .71  | 3.8 | 1.2 | .4 | .4 | 5.9 |

#### Playoffs
| Ano      | Equipe   | PJ | PI | MPJ | %AP  | %3P | %LL | RT  | AS | BR | TO | PPJ |
| -------- | -------- | -- | -- | --- | ---- | --- | --- | --- | -- | -- | -- | --- |
| 2021     | Portland | 1  | 0  | 4.0 | .000 | —   | —   | 3.0 | .0 | .0 | .0 | .0  |
| Carreira | Carreira | 1  | 0  | 4.0 | .000 | —   | —   | 3.0 | .0 | .0 | .0 | .0  |

### Universidade
| Ano     | Equipe | PJ | PI | MPJ  | %AP  | %3P  | %LL  | RT  | AS | BR | TO | PPJ |
| ------- | ------ | -- | -- | ---- | ---- | ---- | ---- | --- | -- | -- | -- | --- |
| 2016–17 | Duke   | 26 | 6  | 11.5 | .577 | .000 | .500 | 3.9 | .4 | .4 | .7 | 3.9 |

## Vida pessoal
Giles é o filho de Harry e Melissa Giles. Ele tem um irmão e três irmãs. Seu pai jogou futebol americano e basquete na Universidade de Winston-Salem. Giles é amigo de seu companheiro em Duke e atual jogador da NBA Jayson Tatum.